# 新幹線接力號列車
新幹線接力號（日语：／）可以是指：
- 1982年（昭和57年）至1985年（昭和60年）之間，行走於上野至大宮之間，途經東北本線的東北新幹線、上越新幹線聯絡列車。
- 在1985年（昭和60年）和1986年（昭和61年），行走於新井/高田/直江津至長岡之間，途經信越本線的臨時快速列車。
- 在1995年（平成7年）10月22日、25日、29日，由於建設長野新幹線工程，使上越新幹線高崎站至越後湯澤站之間暫停營運，因而於同一區間開設臨時特急列車（途經上越線）。
- 在1998年（平成10年）至2001年（平成13年）之間，行走於八王子/府中本町至大宮之間，途經中央本線和武藏野線的快速列車。參見武藏野號列車。
- 在2011年（平成23年）發生東日本大地震後，東北新幹線正在復修期間，行走於福島至仙台之間，途經東北本線的東北新幹線聯絡列車。

## 新幹線接力號（1982年 - 1985年）

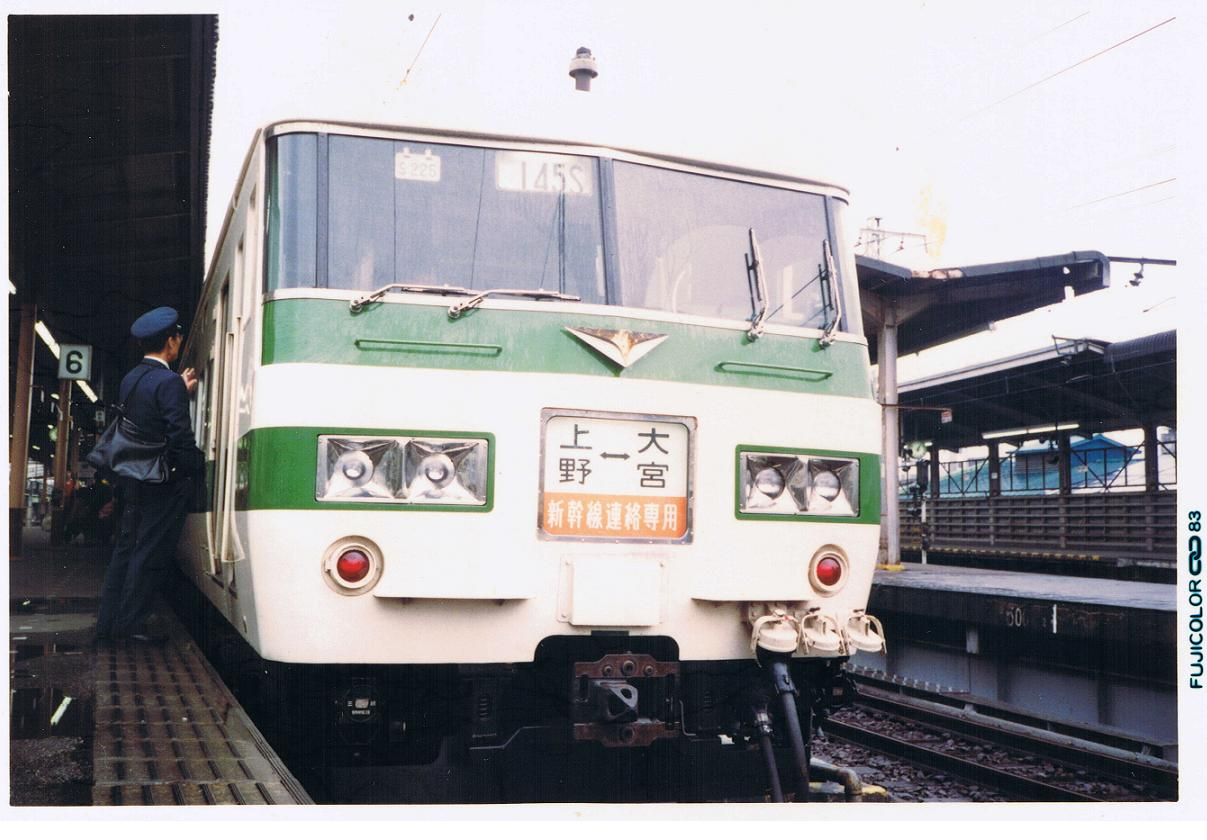
停靠在上野站的「新幹線接力號」（1983年）

在1982年（昭和57年）6月23日，東北新幹線大宮至盛岡之間暫時啟用。當時開設了行走於上野至大宮之間的專用列車。
當初，在同年11月15日上越新幹線啟用前使用了暫定時間表。當時使用車輛除了指定使用的185系200番台外，還會有急行型車輛455系·457系電車和普通型車輛115系電動列車。在上越新幹線啟用後，所有班次一律使用185系200番台，以14卡編成行走。
在營業層面上，由於該列車為新幹線列車的延長服務，因此上野至大宮之間不停靠任何車站，同時設有以下特徴：
- 兩站設有指定到發月台[注 1]。這些月台設有專用通道，與一般通道分開。
- 除了新幹線專用的定期票（FREX）外，其餘定期票不可乘坐此列車。另外，沒有持有新幹線特急票的乘客也不可乘坐此列車。在部分時間表（國鐵監修 時間表等）會展示相關列車資訊。實際上，在中間剪票口與月台上，會有職員檢查車票和特急票以作確認。但是，在當時的旅客營業規則中，持有包含上野至大宮之間乘車票（包括普通回數票，不包括定期票）的乘客可乘坐此列車，因此在來線乘客（包括送行與迎接的乘客）也可乘車（除非持有定期票）。
- 在列車編成中，如果設有綠色車廂的話，該車廂會名為「Sliver Car」。實際上該車廂是被視為普通車廂，該車廂所有座位為新幹線特急綠色車廂的乘客及身體殘疾的乘客的「優先座」[注 2]。
  - 當時在該「Sliver Car」內，設有名為「接力Girl」的女性服務員，主要向「Sliver Car」的乘客提供服務，以及協助身體殘疾的乘客上下車。

基本上，新幹線接力號行走全程需時約29分鐘。而在同一區間中，東北本線、高崎線的普通列車與京濱東北線的列車也可作為接駁新幹線的列車。因此在當時的時間表中，東北新幹線、上越新幹線時間表上的接駁列車班次中，除了「新幹線接力號」外，也會收錄上述其他列車班次（當中考慮轉乘標準時間）。但是，新幹線的臨時班次的接駁列車沒有記載在內。
在東北・上越新幹線上野站啟用後，在1985年（昭和60年）3月14日時間表修正中把「新幹線接力號」廢除。行走「新幹線接力號」的車輛（185系200番台）於當日起行走「草津」，「草津」也該當日起由急行列車升級為特急列車（[[L特急}}），取代了165系，另外也會行走L特急「踊子」的加班車。在「新幹線接力號」廢除前的3個月，由於配合車輛檢查周期，因此部分車輛會先行改變車身塗裝為踊子色，隨後繼續行走「新幹線接力號」，又或者列車開始行走「踊子」，但是車身塗裝繼續使用「新幹線接力號」的顏色。

### 復活運輸
在2002年（平成14年）6月23日，為了紀念東北新幹線大宮開業20周年。當時開設了從大宮前往仙台的「回憶的青葉」之接駁列車，這是自約17年來再次行走。
使用列車方面，使用了田町電車區（現時：田町車輛中心）所屬的B6編成（踊子專用）和新前橋電車區（現時：高崎車輛中心）所屬的S211-S212編成（Express185）連結而成的14卡編成列車行走，編成包含綠色車廂，但是所有車廂以普通車廂自由席行走。
在2017年（平成29年）6月24日，為了紀念東北新幹線大宮開業35周年。當時開設了行走於大宮至盛岡之間的「東北新幹線開業35周年紀念號」，同時開設了團體臨時列車，行走於上野至大宮之間。車輛方面，使用185系B4編成＋B7編成，以10卡編成行走。車身塗裝使用列車廢除前的顏色，也出現在日本國有鐵道標誌。
在2022年（令和4年）7月2日，為了配合舉行「『Doki Doki, Kita Kita，北東北』夏之觀光企劃」，以及紀念東北新幹線大宮開業40周年。當時開設了行走於大宮至盛岡之間的「東北新幹線開業40周年紀念號」（使用E2系J66編成，車身塗裝復刻了200系的顏色）、行走於盛岡至青森之間的「國鐵色特急列車初雁號」（使用E653系K70編成，車身塗裝為國鐵特急色），同時開設了團體臨時列車，行走於上野至大宮之間。
在同年11月12日，為了紀念上越新幹線開業40周年。當時使用185系C1編成（車身塗裝復刻了200系的顏色）行走於大宮至上野之間（1個往返班次）。

## 新幹線接力號（1995年）
在1995年（平成7年）10月22日、25日和29日，上越新幹線高崎站北邊約4公里處的下行線中，為了建設長野新幹線（北陸新幹線），該處需要安裝高速轉轍器。在這些日子，上越新幹線高崎站至越後湯澤站之間暫停營業，因此在該區間開設了途經上越線的代行列車班次。
使用車輛方面，使用了上沼垂運輸區的485系、長野綜合車輛所的489系和新前橋電車區的185系200番台。另外，青森運輸所（當時）所屬的485系和583系也協助行走「新幹線接力號」。

## 新幹線接力號（2011年）
在2011年3月11日發生東日本大地震，當時影響了東北新幹線和在來線。東北本線在4月7日前，福島以南和仙台以北重開。另一方面，東北新幹線在同月12日重開東京至福島之間路段，福島以北路段需要延遲重開。因此於當日起，JR東日本公布開設行走於東北本線福島至仙台之間的「新幹線接力號」，該列車以快速運輸。當時東京至仙台之間連同轉乘時間，需時約3小時數分至數十分鐘。
- 中途停車站只有白石
- 車輛方面，使用了仙台車輛中心（日语：仙台車両センター）所屬的485系、583系（日语：国鉄583系電車）和E721系[5][6]
- 全車為自由席[7]

另外，在該區間中，也有只停靠白石的臨時快速列車，但是這些列車沒有使用「新幹線接力號」這個愛稱。
同月25日，東北新幹線福島至仙台之間重開，於前日24日為最後一天服務。

## 注腳